# Calanque d'En-Vau
La calanque d'En-Vau est l'une des nombreuses calanques de la côte méditerranéenne entre Marseille et Cassis.
Elle est située à l'extrémité sud-est du 9e arrondissement de Marseille, dans le quartier de Vaufrèges et avant la calanque de Port Pin (seule la calanque de Port-Miou étant sur la commune de Cassis). Très encaissée, avec de hautes falaises, c'est notamment un site d'escalade réputé.
La plage est constituée de galets et sur les fonds alternent sable et posidonie.

## Accès
On accède à la calanque d'En-Vau par la mer ou par quelques sentiers de randonnée depuis l'intérieur du massif, notamment :
- le sentier balisé en rouge, depuis la route départementale D559 (axe Cassis-Marseille) et le col de la Gardiole ;
- le sentier de grande randonnée GR 51-98 balisé en rouge et blanc, depuis la commune de Cassis.

## Culture
La calanque apparaît dans la scène finale du film Fantomas (1964) d'André Hunebelle, ainsi que dans L'Armée des Ombres (1969) de Jean-Pierre Melville.